# Цыруль, Дмитрий Эдуардович
Дмитрий Эдуардович Цыруль (укр. Дмитро Едуардович Цируль, 2 января 1979, Глазов, Удмуртская АССР, РСФСР) — украинский хоккеист, выступавший на позиции левого нападающего. Сын хоккеиста и тренера Эдуарда Цыруля.

## Карьера

### Клубная
Выступал за российские клубы: московские «Крылья Советов», саратовские «Кристалл», нижегородское «Торпедо», челябинский «Трактор» и воскресенский «Химик». Также выступал за украинские клубы — харьковский «Барвинок», донецкий «Донбасс» и киевский «Сокол». Карьеру официально завершил в 2011 году.
Выступал в российской товарищеской хоккейной лиге (РТХЛ) за команду «Велком», выиграл с ней Бриллиантовый дивизион в сезонах 2012/13 и 2013/14.

### В сборной
В сборной Украины сыграл 101 игру, набрал 57 очков (28 голов и 29 голевых передач). Выступал на чемпионатах мира с 2002 по 2011 (не считая 2003 и 2006 годы). В молодёжной сборной выступал в 1999 году на Зимней Универсиаде и стал там чемпионом.
С января 2012 года советник Президента ХК «Донбасс».

## Достижения
- Чемпион Универсиады (1999)
- Чемпион России в Высшей лиге (2006)
- Чемпион ВЕХЛ (1999)
- Чемпион Украины (1999, 2009).